# Кристенсен, Лассе
Лассе Виге Кристенсен (дат. Lasse Vigen Christensen; родился 15 августа 1994 года в Эсбьерг, Дания) — датский футболист, полузащитник клуба «Эсбьерг».

## Клубная карьера
Кристенсен воспитанник клубов «Эсбьерг», «Мидтьюлланн» и английского «Фулхэма», в котором он и начал свою профессиональную карьеру. 4 января 2014 года в матче Кубка Англии против «Норвич Сити» он дебютировал за «дачников». 16 августа в поединке против «Миллуолл» Лассе дебютировал в Чемпионшипе. 1 октября в поединке против «Болтон Уондерерс» он забил свой первый гол за «Фулхэм».
В начале 2017 года Кристенсен на правах аренды перешёл в «Бертон Альбион». 28 января в матче против «Куинз Парк Рейнджерс» он дебютировал за новую команду.
Летом 2017 года Лассе вернулся на родину, подписав контракт с «Брондбю», подписав контракт на четыре года. 23 июля в матче против «Норшелланна» он дебютировал в датской Суперлиге. В этом же поединке Кристенсен забил свой первый гол за «Брондбю». 30 июля в матче против «Люнгбю» он сделал хет-трик.
25 февраля 2025 года перешёл в «Эсбьерг», подписав контракт до конца 2027 года.

## Международная карьера
В 2011 году Лассе в составе юношеской сборной Дании принял участие в юношеском чемпионате мира в Мексике. На турнире он сыграл в матчах против команд Бразилии, Кот-д’Ивуара и Австралии.
В 2015 году в составе молодёжной сборной Дании Кристенсен принял участие в молодёжном чемпионате Европы в Чехии. На турнире он сыграл в матчах против сборных Чехии, Сербии, Германии и Швеции.
В 2017 году в составе молодёжной сборной Дании Кристенсен принял участие в молодёжном чемпионате Европы в Польше. На турнире он сыграл в матчах против команд Италии, Германии и Чехии.